# Bianca Buitendag
Bianca Buitendag (* 9. November 1993 in Victoria Bay) ist eine ehemalige südafrikanische Surferin.

## Karriere
Buitendag wuchs in Victoria Bay auf, einer Bucht in der Provinz Westkap. Bis sie zwölf Jahre alt war, sprach sie nur Afrikaans, ehe ihre Eltern sie auf eine Englisch-Schule schickten. Als sie 14 war, reiste sie selbst an den Küsten Südafrikas entlang, um dort in Surfwettkämpfen anzutreten. Im Alter von 19 Jahren beendete sie die Qualifying Series unter anderem nach zwei Erfolgen in Peru und auf den Azoren auf dem zweiten Platz, woraufhin sie 2013 der Championship Tour der World Surf League beitrat. Sie beendete ihre erste Saison dort als Weltranglistenachte und verbesserte sich in der Saison darauf um einen Rang. Im März 2015 starb ihr Vater Colin, der bis dahin auch ihr Trainer war. Trotz des persönlichen Verlustes gelang es ihr, die Saison mit einer neuen Bestleistung von Weltranglistenplatz vier zu beenden. Diese Form hielt sie 2016 jedoch nicht mehr und fiel auf Rang zwölf zurück, womit sie auch aus der Championship Tour herausfiel. Zwar gelangen ihr 2017 als Ersatzfrau für verletzungsbedingte Ausfälle mehrere fünfte Plätze, in der Weltrangliste musste sie jedoch weitere Rückschläge hinnehmen. Die Saison 2017 beendete sie auf Rang 17, 2018 auf Rang 19 und 2019 nur auf Rang 26. Bei den World Surfing Games belegte sie allerdings den dritten Platz und qualifizierte sich so für die 2021 ausgetragenen Olympischen Spiele 2020 in Tokio.
Bei den Spielen selbst belegte Buitendag im erstmals bei Olympia ausgetragenen Surfwettkampf in der Auftaktrunde zunächst den dritten Platz, ehe sie als Zweitplatzierte in der zweiten Runde die K.-o.-Runde erreichte. Im Achtelfinale setzte sie sich gegen Stephanie Gilmore aus Australien ebenso durch wie im anschließenden Viertelfinale gegen die Portugiesin Yolanda Hopkins. Dank eines Halbfinalsiegs gegen die US-Amerikanerin Caroline Marks zog Buitendag ins Finalduell gegen deren Landsfrau Carissa Moore ein. Mit 8,46 Punkten unterlag sie Moore, die 14,93 Punkte erhielt und damit Olympiasiegerin wurde, und gewann somit schließlich die Silbermedaille. Die Spiele waren Buitendags letzter internationaler Wettkampf, sie beendete direkt im Anschluss ihre Karriere.